# 72 Большой Медведицы
72 Большой Медведицы (лат. 72 Ursae Majoris), HD 108346 — одиночная звезда в созвездии Большой Медведицы на расстоянии приблизительно 417 световых лет (около 128 парсеков) от Солнца. Видимая звёздная величина звезды — +7,06m.

## Характеристики
72 Большой Медведицы — белая Am-звезда спектрального класса Am. Радиус — около 2,49 солнечных, светимость — около 21,59 солнечных. Эффективная температура — около 8434 К.